# 2024年國家大呼拉爾選舉
2024年國家大呼拉爾選舉，於2024年6月28日於蒙古國舉行。 根據2023年的修憲案，其總議席數從76席增加至126席。
初步結果顯示，蒙古人民黨獲得35%的選票，贏得126個席次中的68個 7月5日，國家大呼拉爾再次任命羅布桑那木斯來·奧雲額爾登為總理。

## 背景

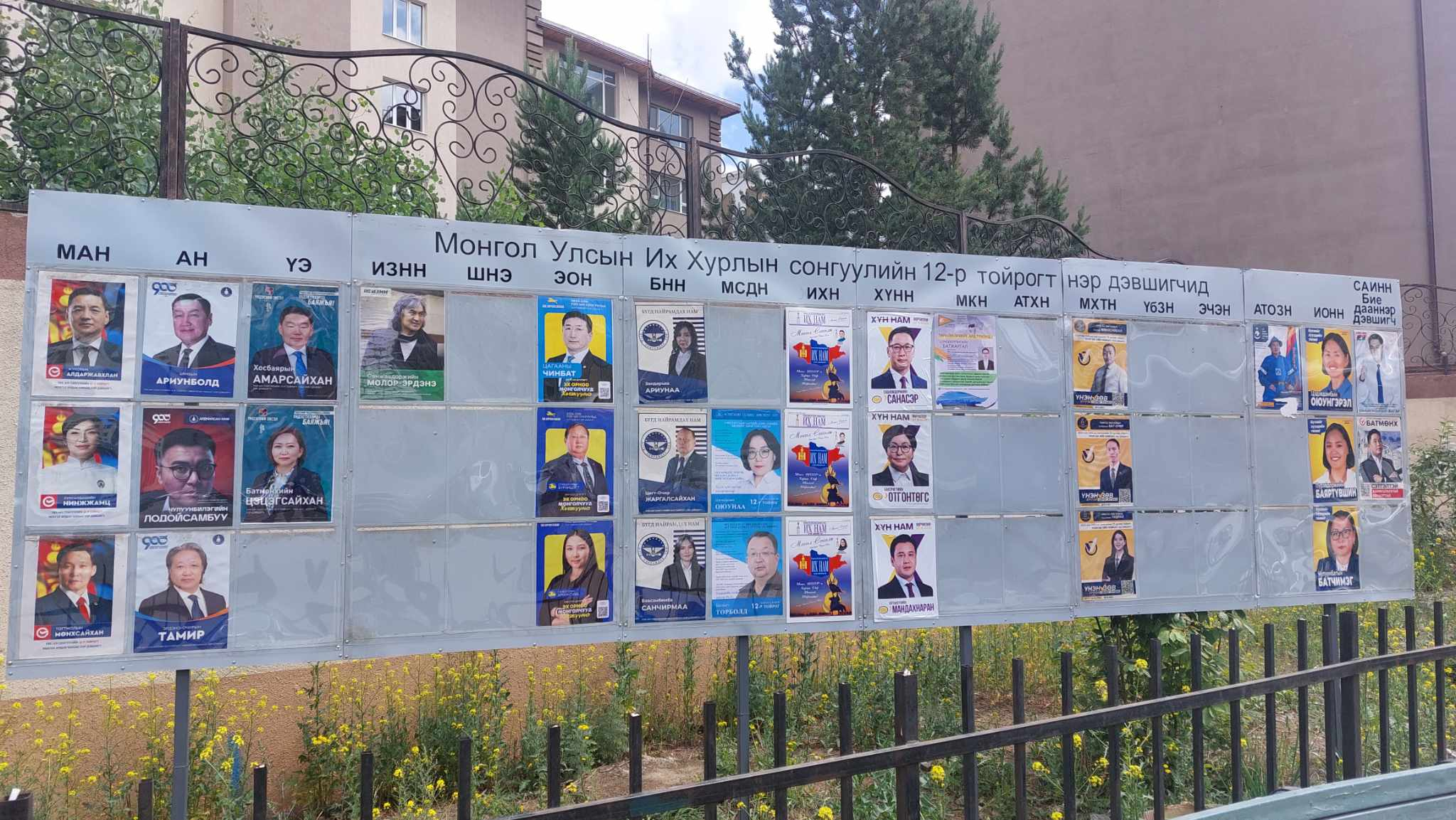
在乌兰巴托，选举委员会为候选人做广告

在2020年的议会选举中，蒙古人民党赢得了大呼拉尔（蒙古国议会）76个席位中62个席位的绝对多数，并组建了政府。然而，2021年的抗议活动导致乌赫那·呼尔勒苏赫总理及其内阁辞职。2022年12月，由于政府在煤炭出口方面的腐败计划，更多的抗议活动开始了。
2022年8月，蒙古国宪法法院废除了宪法第39条第1款，该条允许总理及其内阁成员在大呼拉尔任职。裁决后不久通过了一系列法律，赋予议会修改宪法的权力。2023年5月31日，大呼拉尔投票通过修改宪法第21.1条，将大呼拉尔的席位从76个增加到126个。当地政治分析人士认为，这些宪法改革，加上议会席位的扩大，将使政党更加多元化，并放松蒙古人民党自苏联解体以来一直保持的束缚
。

### 选区重划
2023年12月18日，执政党和反对党就重新划分选区达成共识。其后，国家大呼拉尔全体会议通过决议，设立2024年国家大呼拉尔常设选区，并确定选区的数目、选区范围，进行选区改革。与以前的选举相比，选区有所减少，选区总数达到13个。